# Grb Jamajke
Grb Jamajke u današnjem obliku prihvaćen je 1962. godine, nakon proglašenja neovisnosti države. Grb se zasniva na starom kolonijalnom grbu Jamajke, koji datira iz 1661. godine.
Na vrhu je krokodil kao simbol Jamajke, a pod njim je štit s križem Svetog Jurja, koji predstavlja Englesku i u kojem se nalazi pet ananasa. S lijeve i s desne strane štita su žena i muškarac iz indijanskog plemena Arawak, starosjedilaca otoka.
Pod štitom je geslo Jamajke, "Out of Many, One People" ("Od mnoštva, jedan narod").